# Zabolotți, Luțk
Zabolotți (în ucraineană Заболотці) este un sat în comuna Șepel din raionul Luțk, regiunea Volînia, Ucraina.

## Demografie
Componența lingvistică a localității Zabolotți
     Ucraineană (99,38%)
     Alte limbi (0,62%)
Conform recensământului din 2001, majoritatea populației localității Zabolotți era vorbitoare de ucraineană (99,38%), existând în minoritate și vorbitori de alte limbi.